# Bodenseestraße 3 (München)

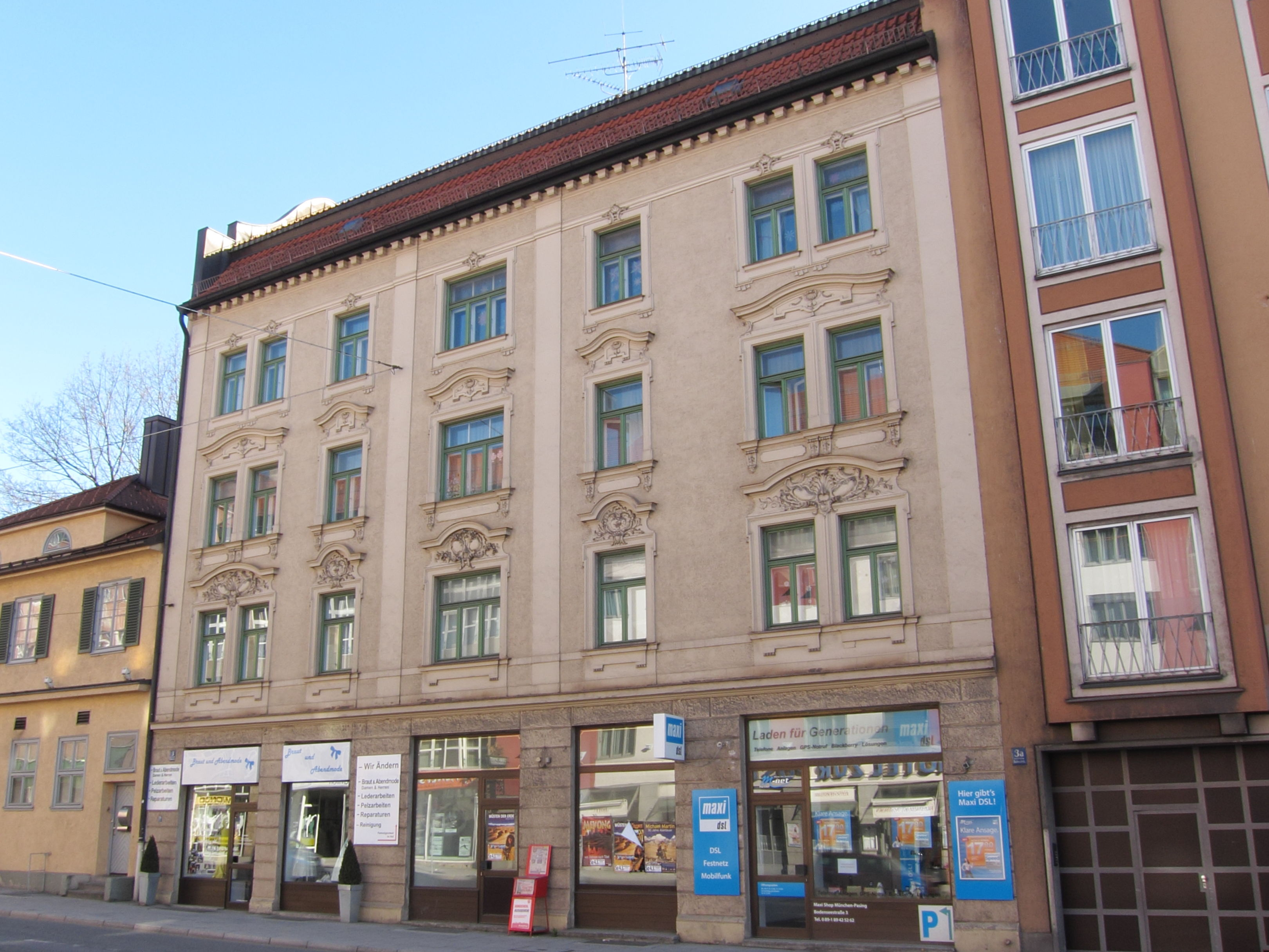
Bodenseestraße 3 im Stadtteil Pasing von München

Das Gebäude Bodenseestraße 3 im Stadtteil Pasing der bayerischen Landeshauptstadt München wurde um 1900 errichtet. Das Wohn- und Geschäftshaus ist ein geschütztes Baudenkmal.
Der viergeschossige Mansarddachbau ist traufseitig mit Kolossallisenen, Zahnschnittfries und barockisierendem Stuckdekor in den Fensterrahmungen geschmückt. Das Mietshaus veranschaulicht den Wechsel von der landwirtschaftlichen zur städtischen Bebauung in Pasing.
Das Anwesen gehört zum Ensemble ehemaliger Ortskern Pasing.